# Aeroporto Internazionale di Grand Forks
L'Aeroporto Internazionale di Grand Forks (IATA: GFK, ICAO: KGFK, FAA LID: GFK), in inglese Grand Forks International Airport, è un aeroporto civile situato 8 km a nord ovest del distretto commerciale della città di Grand Forks, Dakota del Nord, negli Stati Uniti d'America. L'aeroporto non ha alcun servizio di linea aerea civile internazionale, ma gli viene attribuito il titolo "internazionale" poiché è dotato di un ufficio doganale per gli aeromobili dell'aviazione generale in arrivo dal Canada e altri paesi.